# Rhypodes celmisiae
Rhypodes celmisiae är en insektsart som beskrevs av Alan C. Eyles 1990. Rhypodes celmisiae ingår i släktet Rhypodes och familjen fröskinnbaggar. Inga underarter finns listade i Catalogue of Life.